# Zeta Chamaeleontis
Zeta Chamaeleontis (ζ Chamaeleontis, förkortat Zeta Cha, ζ Cha), som är stjärnans Bayer-beteckning, är en ensam stjärna i den mellersta delen av stjärnbilden Kameleonten. Den har en skenbar magnitud på +5,06 och är synlig för blotta ögat där ljusföroreningar ej förekommer. Baserat på parallaxmätningar i Hipparcos-uppdraget på 5,7 mas beräknas den befinna sig på ca 570 ljusårs (175 parsek) avstånd från solen.

## Egenskaper
Zeta Chamaeleontis är en blå till vit stjärna i huvudserien av spektralklass B5 V. Den har en massa som är ca 6 gånger solens massa, en radie som är ca 3,2 gånger större än solens och utsänder ca 520  gånger mera energi än solen från dess fotosfär vid en effektiv temperatur på ca 13 500 K.
Zeta Chamaeleontis är en pulserande variabel av Beta Cephei-typ (BCEP). Den har en skenbar magnitud som varierar mellan +5,06 och 5,17 med en period av 1,07964 dygn.